# چوپرینا

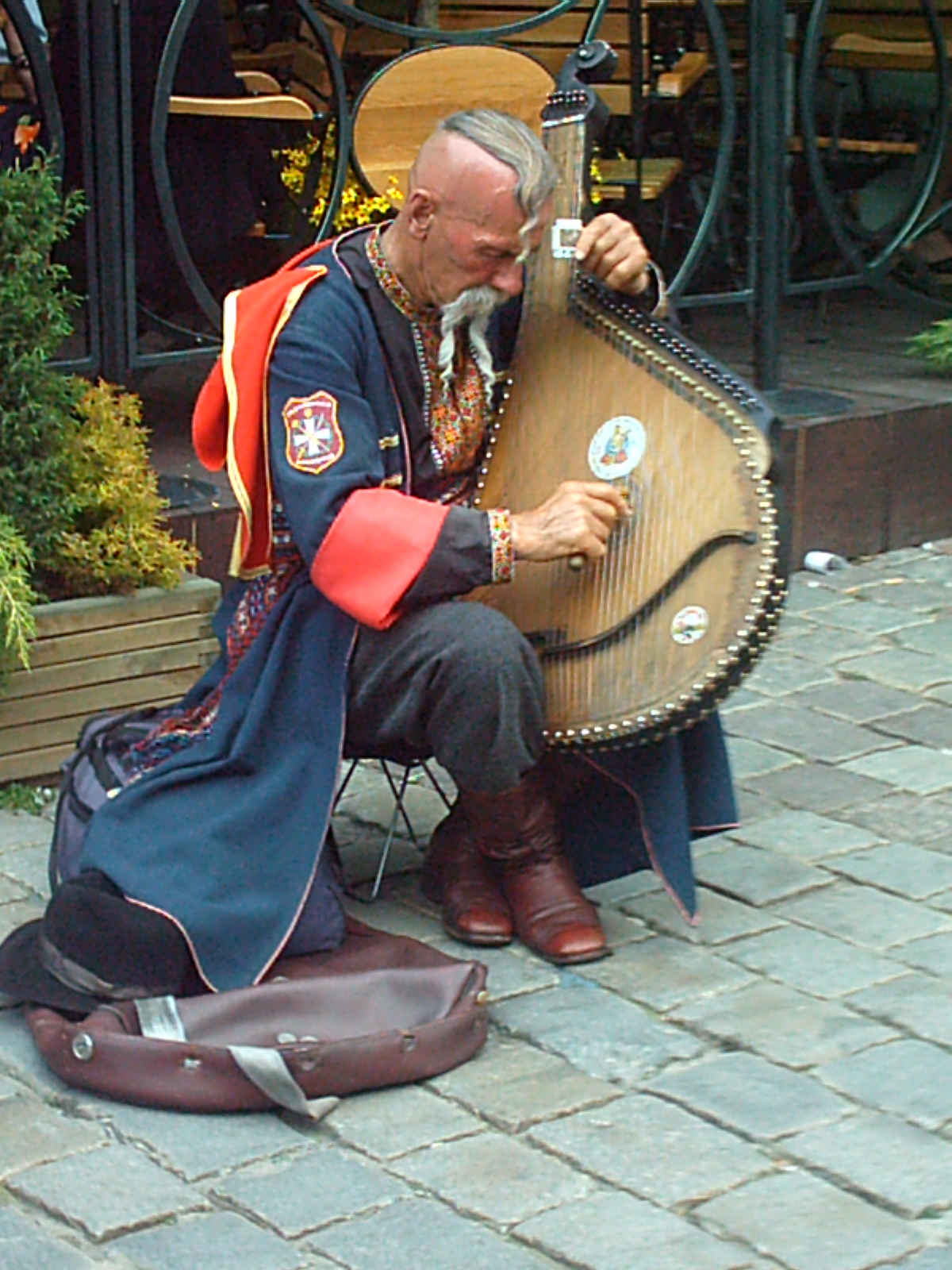
مدل موی چوب

چوپرینا (چوب) (اوکراینی: чуприна) نوعی اصلاح موی سر سنتی در فرهنگ کازاک می‌باشد. در این نوع مدل، دسته‌ای از موی سر که در قسمت وسط و روی سر قرار دارد را بلند گذاشته و پهلوها و پشت سر را می‌تراشند. نام‌های خانوادگی متعددی از نام این مدل مو در زبان اوکراینی وجود دارد.

## نگارخانه

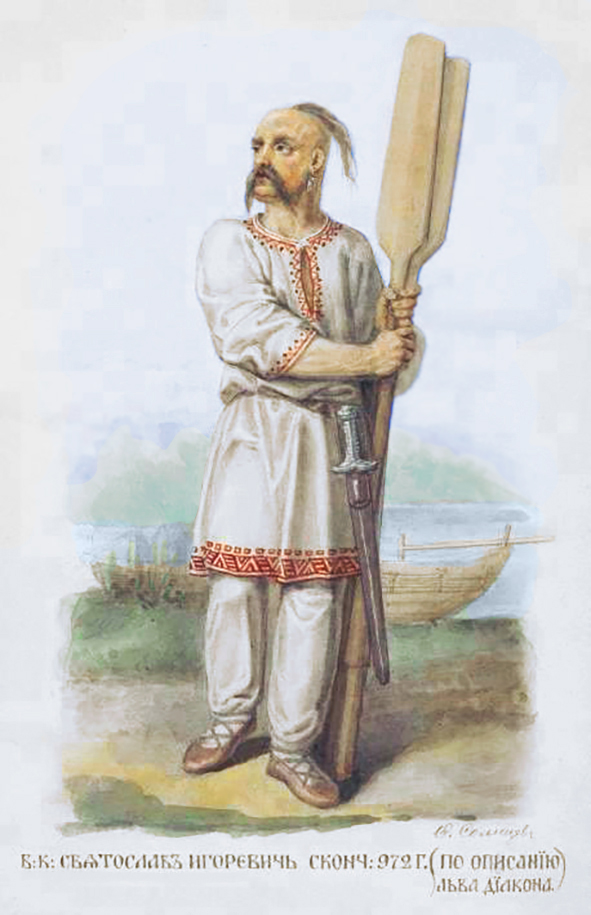
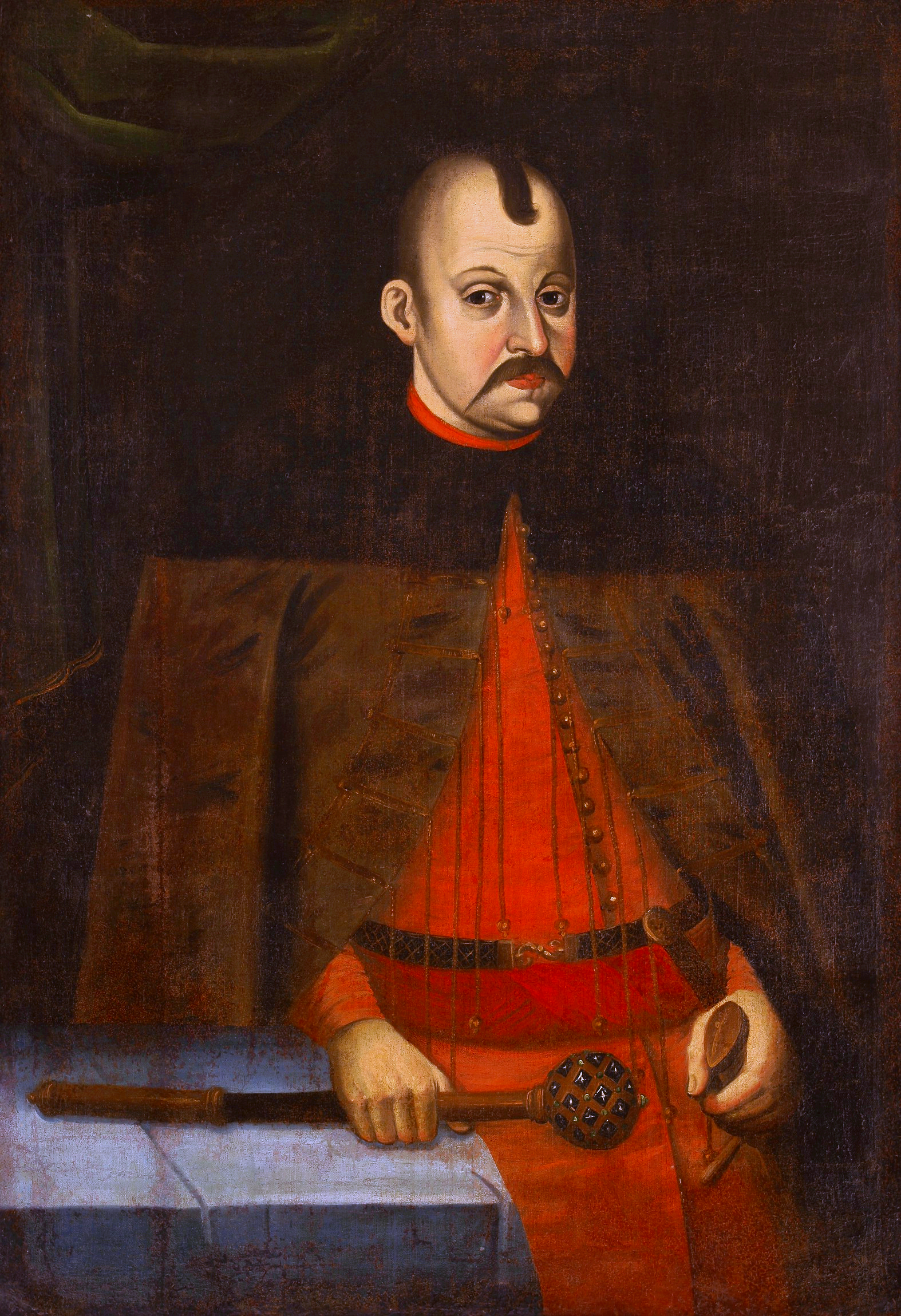